# Cheonanstadion
Het Cheonanstadion (Koreaans: 천안종합운동장) is een multifunctioneel stadion in Cheonan, een stad in Zuid-Korea. In het stadion is plaats voor 32.000 toeschouwers (waarvan 26.000 zitplaatsen). Het stadion werd geopend in 2001.

## Gebruik
Het stadion wordt vooral gebruikt voor voetbalwedstrijden, de voetbalclub Cheonan City FC maakt gebruik van dit stadion. 
Het stadion werd in 2017 gebruikt voor het Wereldkampioenschap voetbal onder 20, dat toernooi werd van 20 mei tot en met 11 juni in Zuid-Korea gespeeld. In dit stadion zes groepswedstrijden, twee achtste finales en een kwartfinale.